# Archidiakonat jarosławski
Archidiakonat jarosławski – jeden z trzech archidiakonatów diecezji przemyskiej Kościoła katolickiego w Polsce w okresie przedrozbiorowym.

## Historia
Archidiakonat jarosławski został utworzony 24 marca 1751 roku przez  biskupa przemyskiego Wacława Hieronima Sierakowskiego. 
Archidiakon jarosławski był równocześnie prałatem kapituły kolegiackiej w Jarosławiu. Archidiakonaty przemyski, jarosławski i brzozowski zostały utworzone w celu usprawnienia wizytacji i kontroli duchowieństwa i parafii w diecezji.
4 marca 1784 roku w wyniku reform józefińskich kapituły kolegiackie zostały przez rząd austriacki skasowane. w 1785 roku skasowano archidiakonaty, a 20 lutego 1800 roku kolegiata jarosławska została przemianowana na probostwo zwyczajne.

## Dekanaty i parafie
W skład archidiakonatu weszło 4 dekanaty z 86 parafiami: 
- dekanat jarosławski – parafie: Jarosław, Rudołowice, Zarzecze, Siennów, Pantalowice, Kańczuga z filią Gać, Manasterz, Husów, Handzlówka. Albigowa, Markowa, Sietesz, Ostrów, Urzejowice, Przeworsk, Gniewczyna.
- dekanat leżajski – parafie: Nowosielce, Łańcut z filią Kosina, Krzemienica, Medynia, Nienadówka, Sokołów, Żołynia, Grodzisko, Giedlarowa, Leżajsk, Wola Zarczycka, Sarzyna.
- dekanat rzeszowski – parafie: Rzeszów, Staromieście, Tyczyn z filią Borek, Krasne, Malawa, Kraczkowa, Wysoka, Chmielnik, Wola Rafałowska, Lubenia, Pietraszówka (Boguchwała), Zabierzów, Świlcza, Przybyszówka, Słocina, Łąka, Zaczernie.
- dekanat tarnogrodzki – parafie: Krzeszów, Potok (Wola Kulińska), Tarnogród, Łukowa, Dobropol (Majdan Sieniawski), Sieniawa, Dzików, Oleszyce, Lubaczów, Łukawiec, Laszki, Cieszanów.